# Ondougou
Ondougou est une localité et une commune rurale du Mali de l'arrondissement central de Ningari, dans le cercle de Ningari et la région de Bandiagara. Elle a pour chef-lieu la localité de Banakané.

## Histoire
En 2023, la commune est soustraite du cercle de Bandiagara et attachée au cercle de Ningari.

## Population
En 2009, lors du 4e recensement, la commune comptait 5 657 habitants.

## Villages
La commune s'étend sur 9 localités relevées lors du recensement général de 2009. 
Les villages les plus peuplés sont :
- Guinekanda (1 285 habitants)
- Ondougou Da (1 054 habitants)
- Indell (932 habitants)
- Banakané (826 habitants)